# Slag bij Carrhae

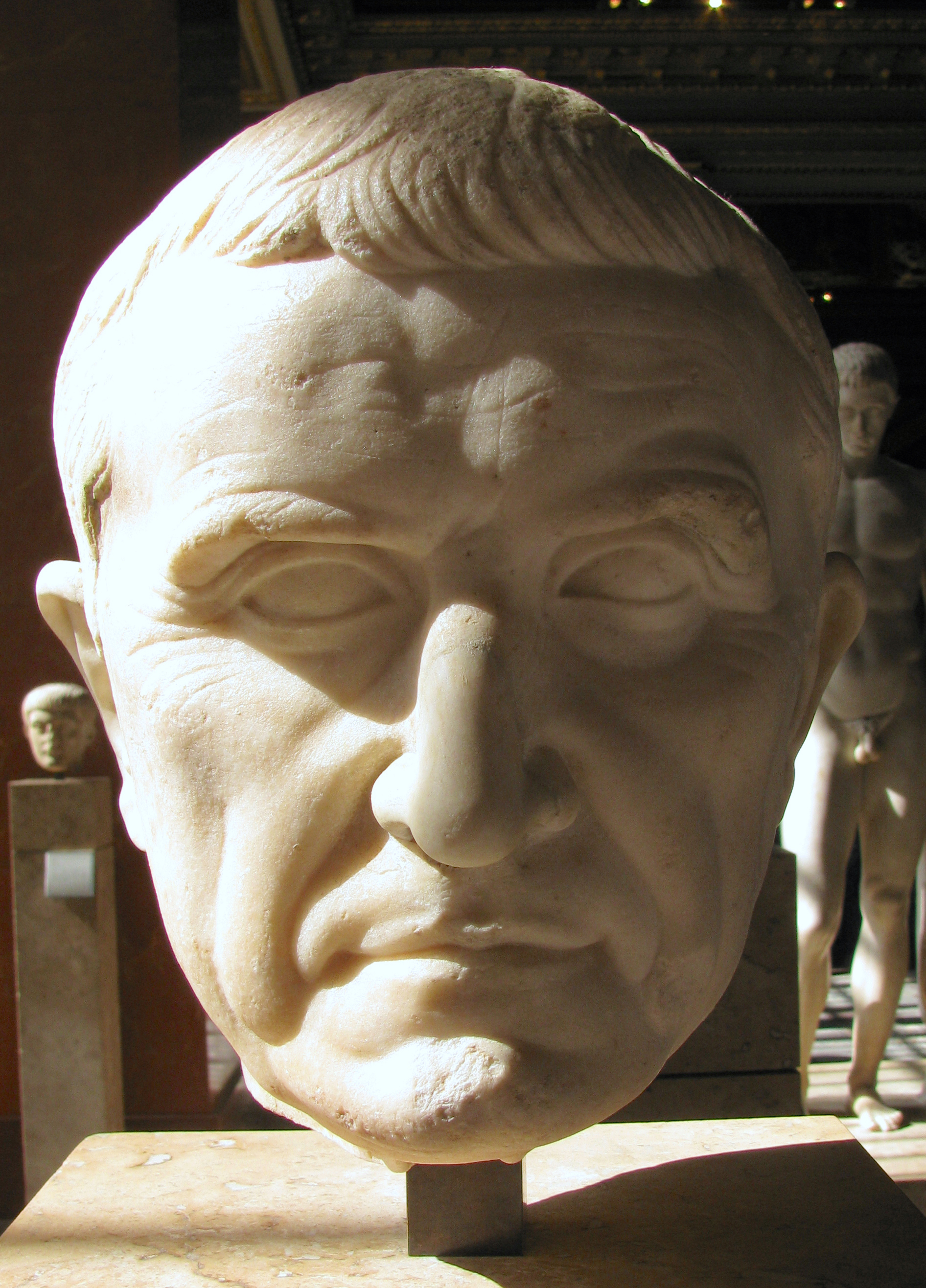
Marcus Licinius Crassus

De Slag bij Carrhae vond plaats in 53 v.Chr. tussen de Romeinen onder leiding van Marcus Licinius Crassus en de Parthen onder leiding van Surenas. De Romeinen verloren de slag en de legioenstandaarden werden door de Parthen buitgemaakt.

## Achtergrond
Twintig jaar na zijn enorme militaire succes tegen de slavenopstand van Spartacus, snakte Marcus Licinius Crassus naar een nieuwe overwinning om zijn populariteit bij het volk te vergroten. Hij was lid van het geheime triumviraat samen met Gaius Julius Caesar en Gnaeus Pompeius Magnus. Het grootste rijk in die tijd in het Oosten was het Parthische rijk, gegroeid uit het oude Perzische rijk. Hoewel de Romeinen met de Parthen een vredesverdrag hadden gesloten, besloot Crassus dat hij het beste een grote overwinning kon behalen tegen een volk dat in de uithoek van het Romeinse Rijk leefde en waarover allerlei mythische geruchten de ronde deden.

## De slag
Crassus rukte op tegen de Parthen. De Parthen, die zwaar in de minderheid waren, bestookten voortdurend de Romeinen met behulp van hun ruiterboogschutters.
Crassus besloot om een kamp op te slaan en te wachten. De Parthische boogschutters kregen echter steeds nieuwe pijlen aangevoerd vanuit het binnenland. Omdat de pijlenregens hun tol eisten, besloot Crassus uit het kamp te trekken. Hij zond het grootste deel van zijn cavalerie en zijn lichte infanterie vooruit, maar die werden in de val gelokt en moeiteloos verslagen door de katafrakten van de Parthen.
De ruiterboogschutters konden nu ongehinderd de slagorde van de Romeinse infanterie bestoken. Crassus voerde een aanval uit op de Parthische cavalerie, maar deze veinsde een terugtrekking.  De Parthische ruiters draaiden zich om en schoten achterwaarts van hun paarden (het Parthische schot). Daarop stelde de Romeinse infanterie zich op in een groot vierkant. Onder de voortdurende regen van Parthische pijlen besloot Crassus zich terug te trekken, met achterlating van de gewonden. Eens de Romeinse hoofdmacht echter uit formatie was, stormden de Parthische katafrakten op de Romeinse infanterie af. Tijdens de achtervolging werden de meeste Romeinen afgemaakt of gevangen genomen. De legioenstandaarden werden buit gemaakt.

### Slachtoffers
Crassus werd bij een poging tot onderhandeling in de val gelokt, gevangengenomen en gedood. Van de 35.000 Romeinse legionairs, 4.000 cavaleristen en 4.000 lichte infanteristen werden er 20.000 gedood, 10.000 gevangengenomen en 4.000 raakten gewond.
Van de 1000 Parthische katafrakten en 9.000 ruiterboogschutters zijn er geen cijfers bekend, maar veel bronnen spreken over lichte verliezen.

## Gevolgen voor de Romeinse politiek
Door de dood van Crassus stond de weg open voor Pompeius en Caesar om meer macht te vergaren. Later vochten zij zelf om de alleenheerschappij.
Oorlogen van de Romeinse Republiek
· Romeins-Etruskische Oorlogen
· Romeins-Aequische Oorlogen
· Latijnse Oorlog
· Romeins-Hernicische Oorlogen
· Romeins-Volscische Oorlogen
· Samnitische oorlogen (Eerste, Tweede, Derde)
· Pyrrhische Oorlog
· Punische oorlogen (Eerste, Tweede, Derde)
· Illyrische Oorlogen (Eerste, Tweede, Derde)
· Macedonische Oorlogen (Eerste, Tweede, Derde, Vierde)
· Romeins-Seleucidische Oorlog
· Aetolische Oorlog
· Galatische Oorlog
· Romeinse Verovering van Hispania (Eerste Celtiberische Oorlog, Lusitanische Oorlog, Numantische Oorlog, Sertorische Oorlog, Cantabrische Oorlogen)
· Achaeïsche Oorlog
· Oorlog tegen Jugurtha
· Cimbrische Oorlog
· Servilische Oorlogen (Eerste, Tweede, Derde)
· Bondgenotenoorlog
· Sulla's Burgeroorlogen (Eerste, Tweede)
· Mithridatische oorlogen (Eerste, Tweede, Derde)
· Gallische Oorlog
· Romeinse expedities naar Britannia
· Burgeroorlog tussen Pompeius en Caesar
· Einde van de Republiek (Slag bij Mutina, Burgeroorlog tegen Brutus en Cassius, Siciliaanse Opstand, Perusiaanse Oorlog, Burgeroorlog tussen Antonius en Octavianus)
Oorlogen van het Romeinse Keizerrijk
· Germaanse Oorlogen (Teutoburgerwoud, Marcomannenoorlog, Alemannische Oorlogen, Gotische Oorlog, Visigotische Oorlogen)
· Romeinse verovering van Britannia
· Boudicca
· Armenische Oorlog
· Vierkeizerjaar
· Joodse Oorlog
· Romeins-Parthische Oorlog
· Romeins-Perzische oorlogen
· Burgeroorlogen van de derde eeuw
. Gotische oorlog (376-382)
. Gotische opstand van Alarik I
. Gildonische opstand
. Gotische oorlog (402-403)
. Pictische oorlog van Stilicho
. Oorlog van Heraclianus
. Oorlog van Radegaisus
. Rijnoversteek
. Romeinse Burgeroorlog 427-429
· Val van het West-Romeinse Rijk